# Henrique Valadares

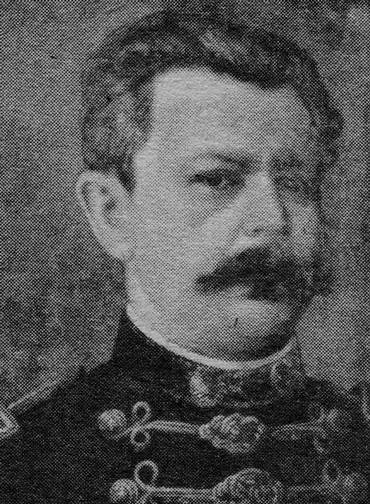
Henrique Valadares

Henrique Valadares (Piauí, 1852 — Rio de Janeiro, 8 de novembro de 1903) foi um político brasileiro.
Foi prefeito do então Distrito Federal, de 27 de junho de 1893 a 1 de janeiro de 1895.

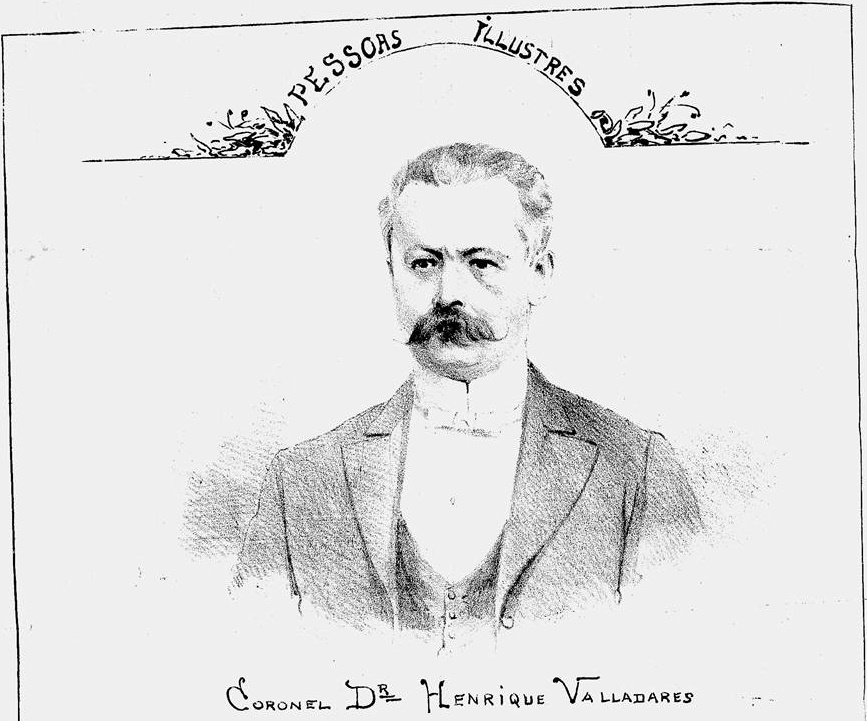
Coronel Dr. Henrique Valladares.